# Mostuéjouls
Mostuéjouls je francouzská obec ležící v departementu Aveyron v regionu Occitanie asi 2 km severozápadně od soutoku řek Tarn a Jonte.

## Poloha
Obec leží v jihovýchodní čtvrtině francouzského departementu Aveyron a na hranici s departementem Lozère uvnitř regionálního přírodního parku Grands Causses, na jihozápadním okraji náhorní plošiny Causse de Sauveterre. Území obce se rozkládá na ploše 30,95 km² na okraji soutěsky Gorges du Tarn, která na východě a jihu vymezuje hranici obce.
Minimální nadmořská výška 376 m se nachází na jihozápadě v místě, kde řeka Tarn opouští katastrální území obce a vstupuje do území obce Rivière-sur-Tarn. Maximální nadmořská výška 962 m, se nachází na severovýchodě v místě zvaném La Barre.
Obec Mostuéjouis je přístupná po departementální silnice (RD) 640 a leží asi patnáct kilometrů severovýchodně od města Millau. Hlavní silnice 907 vede podél řeky Tarn. Katastrálním územím obce dále procházejí departementální silnice RD 9, 187 a 192.

## Historie
Lokalita Mostuéjouls, strategicky umístěná pod skalními římsami náhorní plošiny Causse de Sauveterre, byla osídlena již od neolitu (šípová industrie Sauveterre).
V roce 1834 se obec Liaucous sloučila s Mostuéjouls.
K architektonickému dědictví obce patří tři budovy zapsané na seznamu historických památek Francie: kostel Notre-Dame-des-Champs de Mostuéjouls (bývalý kostel Saint-Pierre), zapsaný v roce 1930, kostel Saint-Sauveur de Liaucous, zapsaný v roce 1930, a zámek Château de Mostuéjouls, zapsaný v roce 1982.
Na území obce leží v současnosti již neobývané samoty Églazines a Saint-Marcellin, ke kterým vede turistická stezka Corniche du Causse s výhledy do soutěsky Gorges du Tarn.

## Galerie

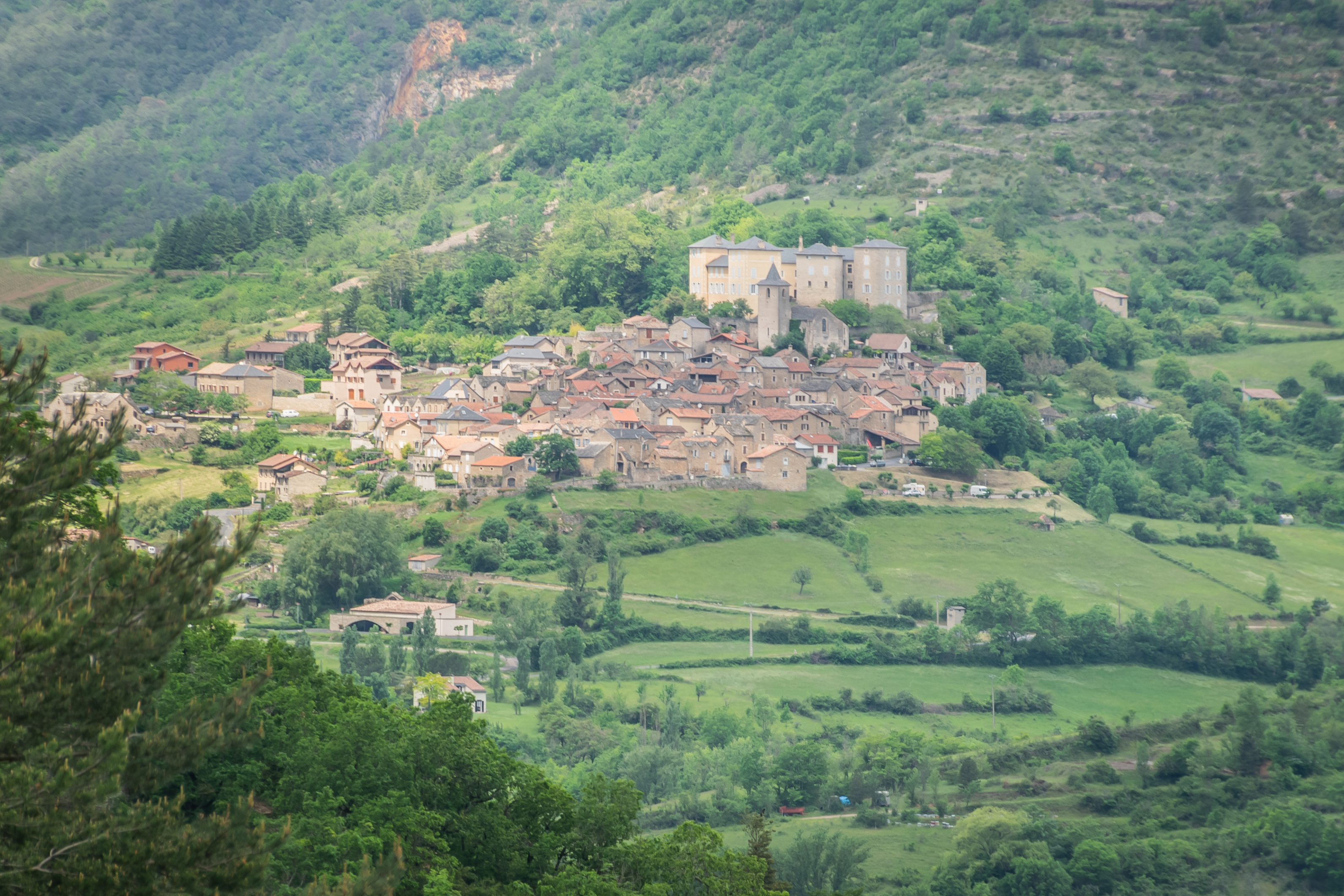
pohled na Mostuejouls
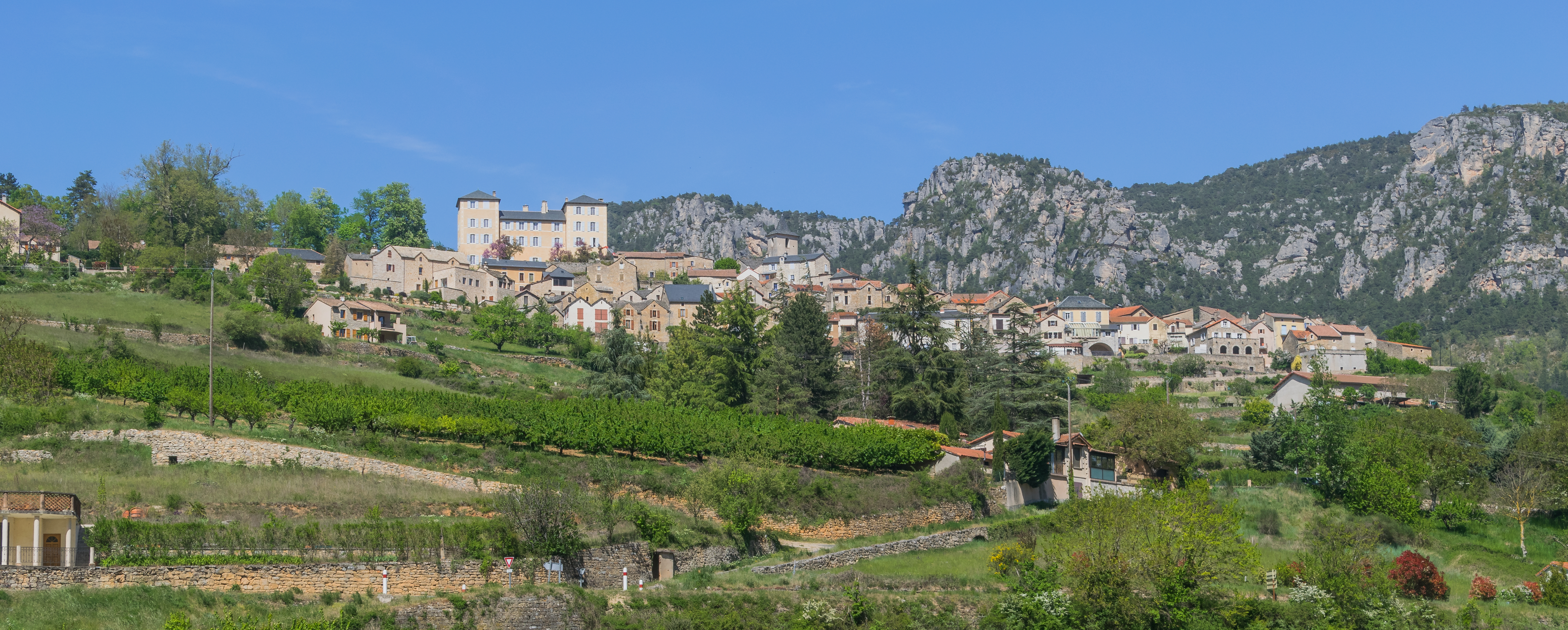
pohled na Mostuejouls se zámkem
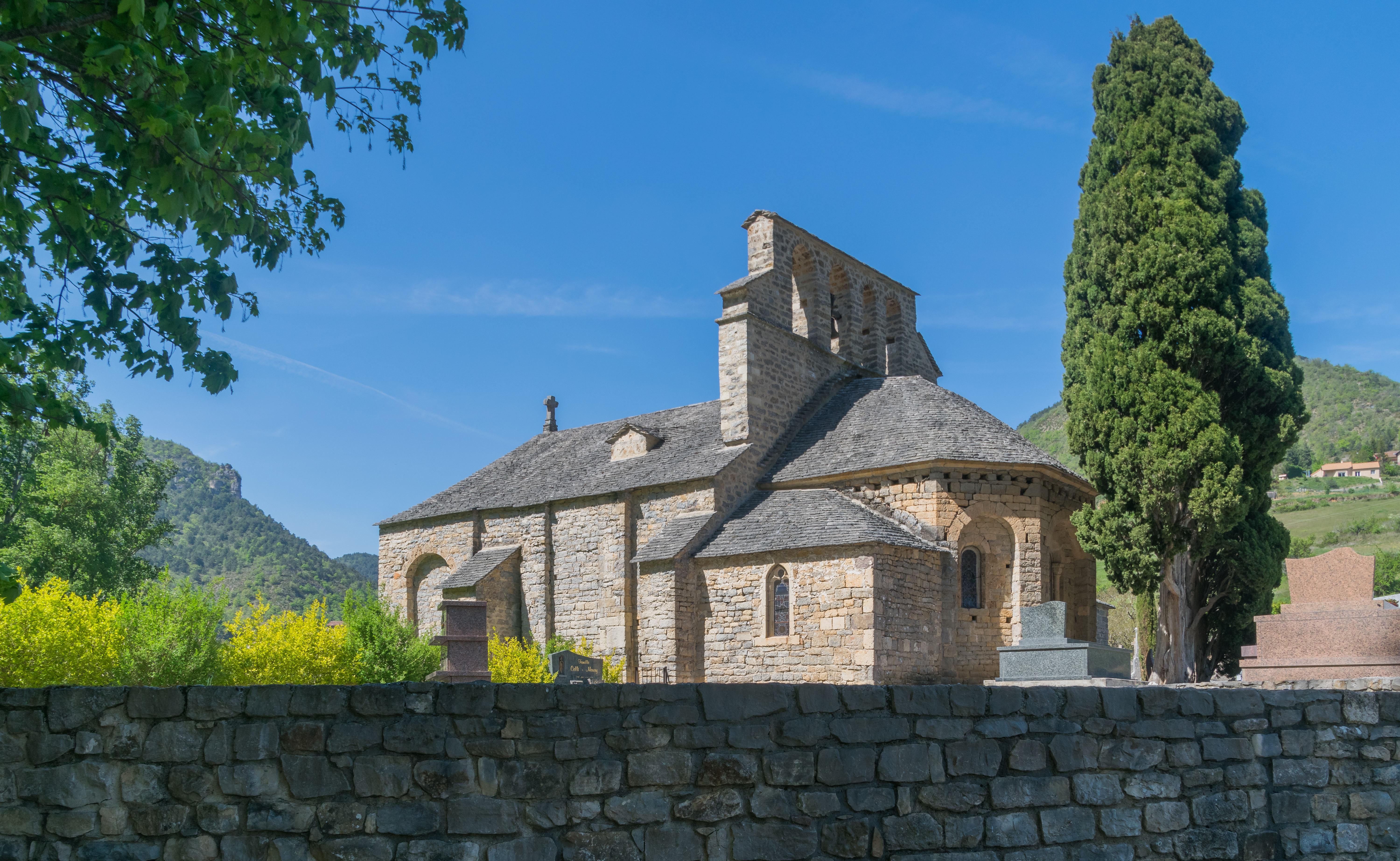
kostel Notre-Dame-des-Champs de Mostuejouls
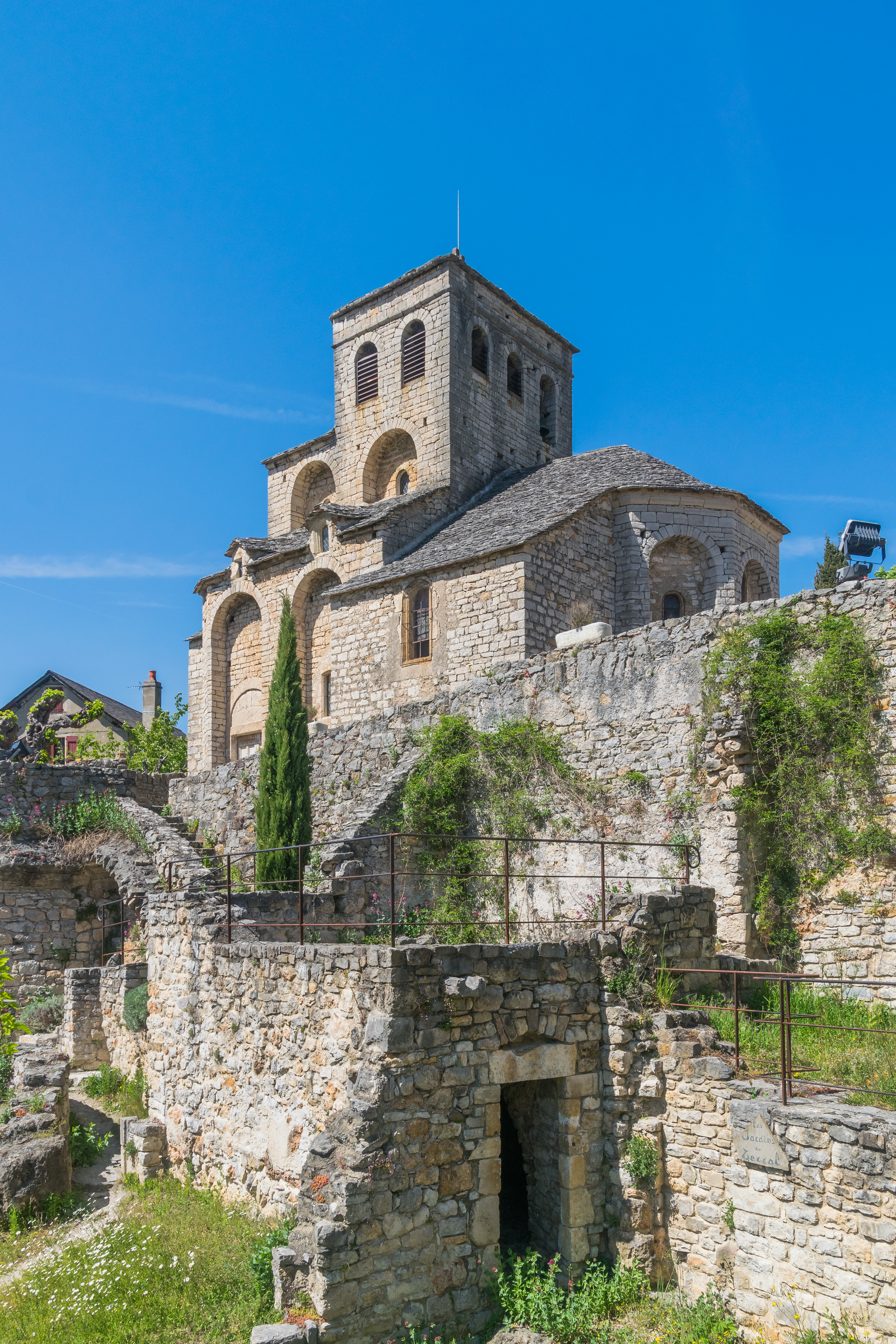
kostel Saint-Sauveur Church v Liaucous
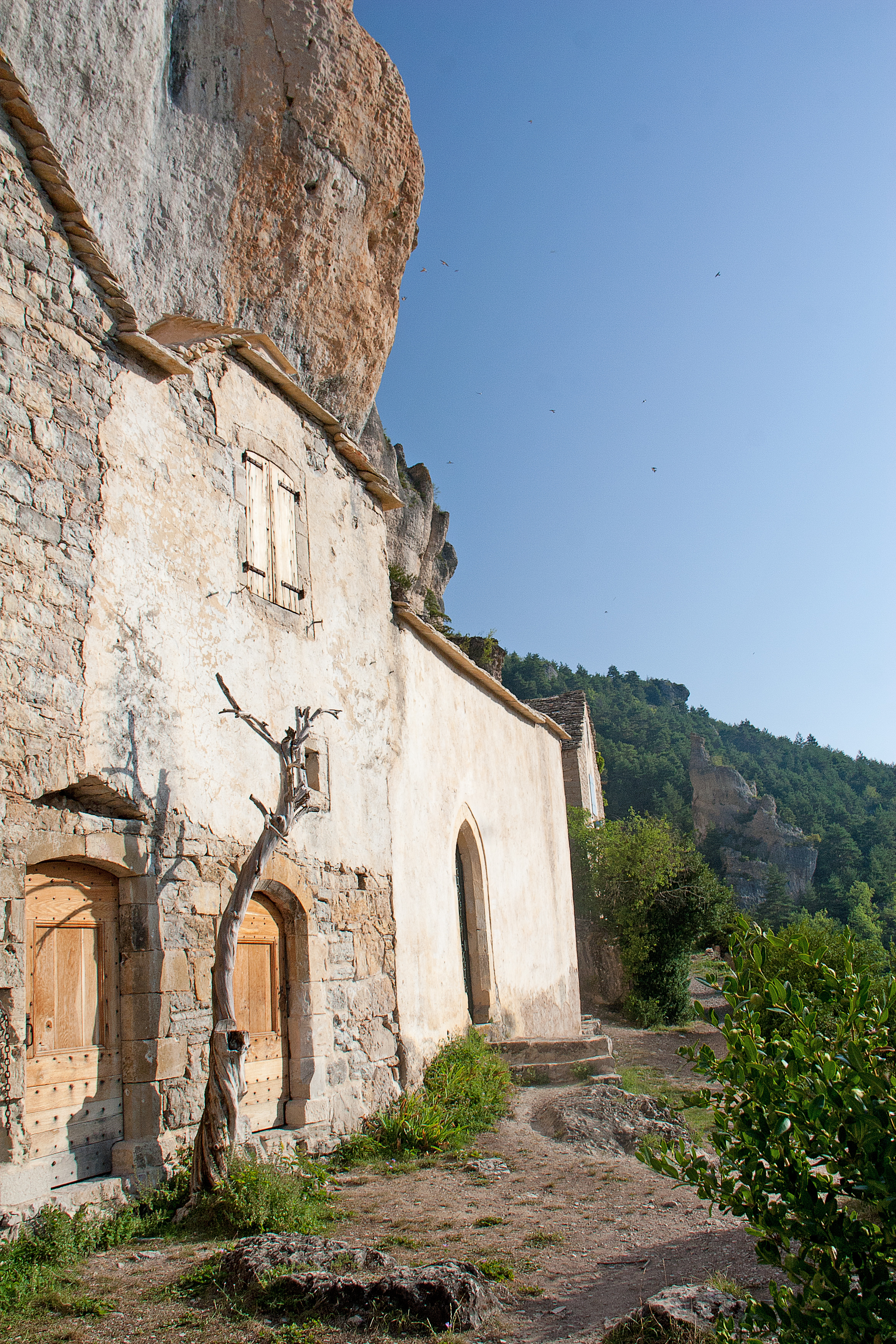
samota Saint Marcellin
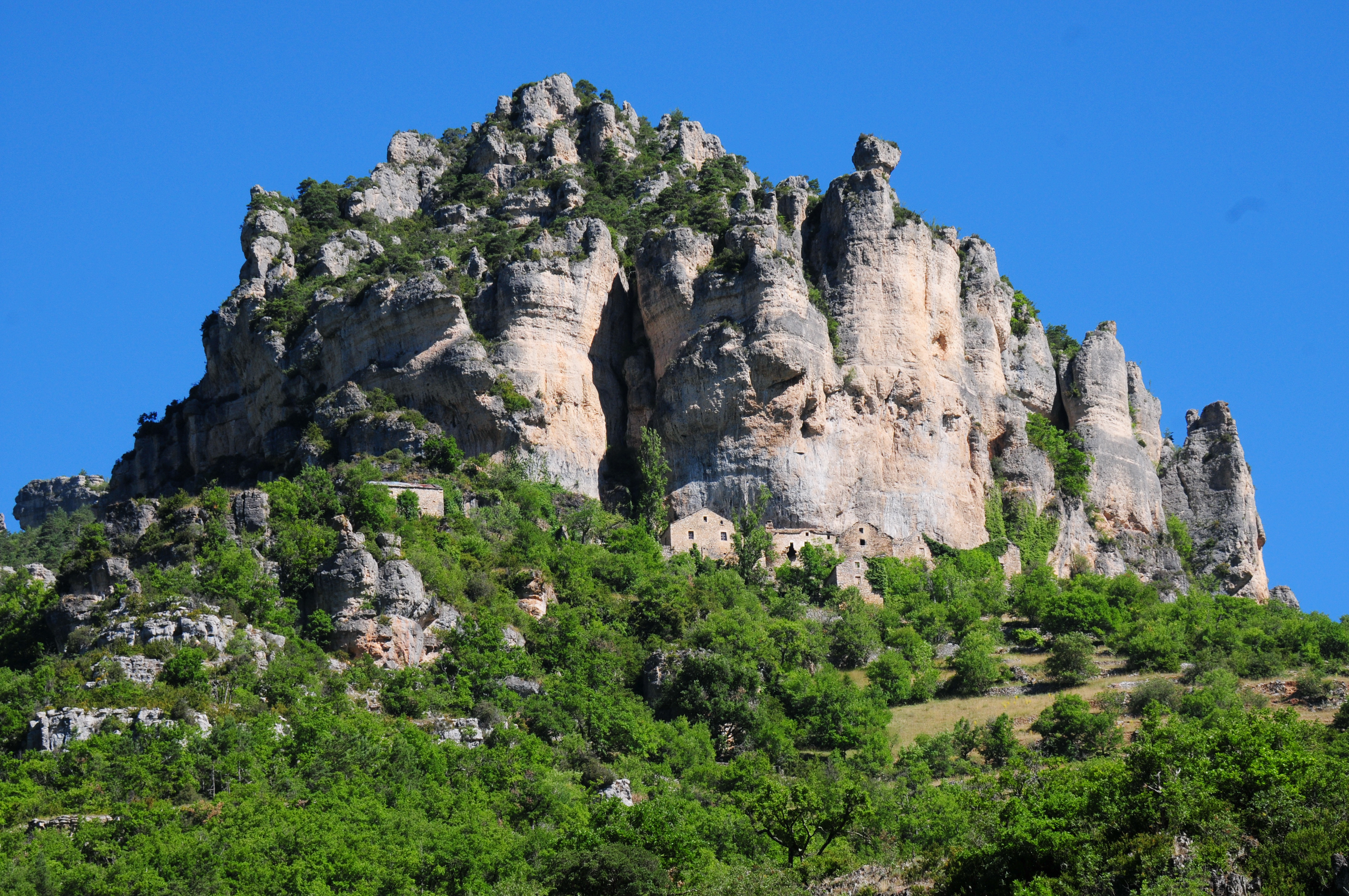
samota Églazines